# Catena Craigieburn
La catena montuosa Craigieburn (Craigieburn Range) fa parte delle Alpi meridionali dell'Isola del Sud della Nuova Zelanda. La catena si trova sulle rive meridionali del fiume Waimakariri, a sud dell'Arthur's Pass e ad ovest della State Highway 73. La località di Craigieburn è adiacente al Craigieburn Forest Park.

## Descrizione
Un certo numero di vette situate all'interno della catena del Craigieburn ha dignità toponomastica. Da nord a sud:
- Baldy Hill – 1834 metri
- Hamilton Peak – 1922 metri
- Nervous Knob  – 1820 metri
- Monte Wall – 1874 metri
- Monte Cockayne – 1874 metri
- Monte Cheeseman – 2031 metri
- Monte Olympus – 2094 metri[2]
- Monte Izard – 2019 metri; prende il nome da William Izard (1851-1940)
- Monte Cloudesley – 2107 metri
- Monte Enys – 2194 metri
- Carn Brea – 2090 metri
- Willis Peak – 1962 metri; prende il nome da Paul Hedley Willis (1941–2011)[3]
- Blue Hill – 1946 metri

## Turismo
Il comprensorio sciistico della Craigieburn Valley si trova a est di Hamilton Peak. Il comprensorio sciistico di Broken River si trova a est del Nervous Knob e a nord del monte Wall. Un terzo campo da sci, il monte Cheeseman, si trova a est del Monte Cockayne e a nord della montagna da cui ha preso il nome. All'estremità sud della catena è presente anche il comprensorio sciistico di Porters. Tutti e quattro i campi da sci sono accessibili dalla State Highway 73. Un quinto campo da sci, il comprensorio sciistico del monte Olympus, è accessibile tramite Windwhistle.

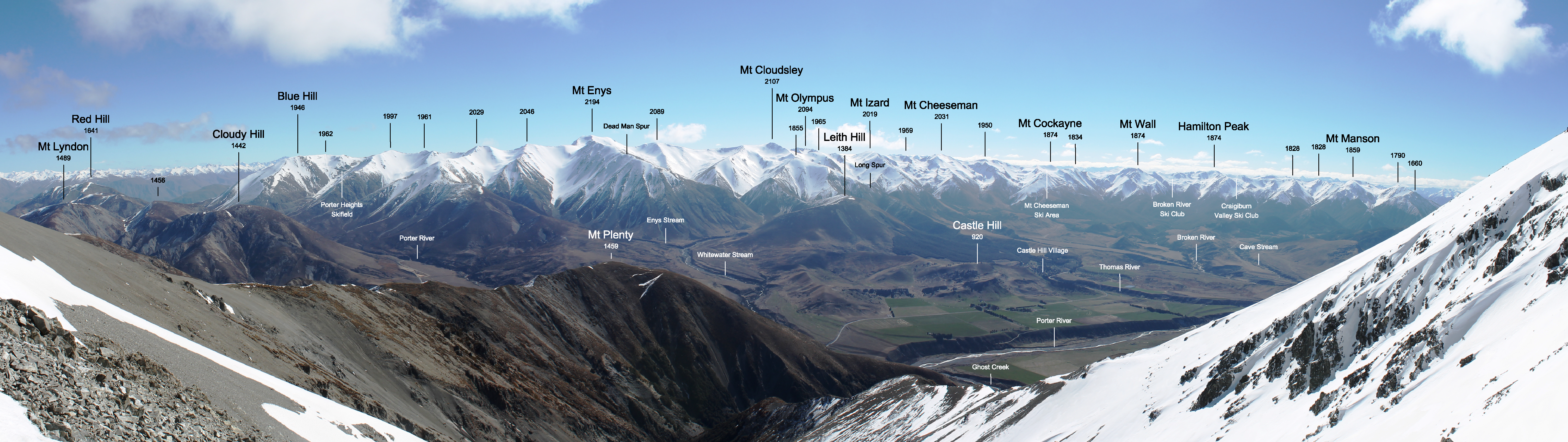
La catena Craigieburn vista al di sotto del Castle Hill Peak nella catena Torlesse.